# Madécasse
Madécasse — бруклинская компания по производству шоколада и ванили. Основана в 2006 году двумя добровольцами из Корпуса мира, которые работали на Мадагаскаре.  Компания производит и продаёт широкий набор наименований шоколадных батончиков и продуктов из ванили, все ингредиенты для которых выращены, сделаны и упакованы на Мадагаскаре. Madécasse широко известна деятельностью в области социального предпринимательства.

## История
Основатели компании, американцы Бретт Бич и Тим Макколум, познакомились друг с другом во время волонтёрской службы в Корпусе мира на Мадагаскаре. Проведя восемь лет на острове, оба полюбили страну и решили помочь её гражданам справиться с бедностью. Они решили, что «бизнес должен приводить к реальным (социальным и экологическим) изменениям». Какао всегда было главной статьёй мадагаскарского экспорта, но очень мало шоколада производилось непосредственно на острове. Эта проблема характерна для многих африканских стран: в Африке выращивается более 65% от мирового объёма какао-бобов, однако производится менее 1% от мирового объёма производства шоколада. В итоге добавленная стоимость создаётся и остаётся в странах-производителях конечного продукта.

Макколум и Бич придумали новаторскую бизнес-модель для шоколадного бизнеса. Они решили организовать ферментацию и сушку какао-бобов на острове и создать шоколадное производство на Мадагаскаре так, чтобы страна получала большую, чем раньше, экономическую выгоду. Вернувшись в Соединённые Штаты, они основали компанию по месту жительства Бича в городе Лоуренс, штат Канзас.

Madécasse установила партнёрские отношения с фермерами Ezaka Cooperative из удалённого района Мадагаскара. Трудность состояла в том, чтобы организовать производство быстро расплавляющегося при высоких температурах продукта в стране с жарким климатом, где доступ к электричеству очень ограничен. Кроме того, шоколад должен был соответствовать стандартам качества США. Макколум говорил: «Вы должны научить производить шоколад фермеров, которые никогда его не ели».

И компания обучила фермеров, вложила деньги в оборудование, и разработала бонусную программу для работников. Так компания создала последовательный процесс для получения какао высокого качества и добилась одобрения критиков за качество производимых ею конфет. Madécasse вступила в партнёрство с заводом Cinagra из Антананариву и начала увеличивать объём производства. По мере расширения бизнеса и увеличения спроса, к работе привлекались всё новые фермерские кооперативы.

На других рынках тоже оставались возможности для роста: Мадагаскар экспортирует 60% мирового объёма плодов ванили. Так что Madécasse построила по той же схеме работу в области получения экстракта плодов ванили.

Теперь Madécasse имеет офис в Бруклине, управляемый Макколумом, и в Сан-Франциско, управляемый Бичем. Компания прошла путь от простого производства тёмного шоколада до экспериментов с новыми вкусами.

## Достигнутые цели
- Укрепление местной экономики[4]
- Создание хорошо оплачиваемых рабочих мест и стабильности рынка[4]
- Изменение цепочки поставок, которое привело к снижению затрат и увеличению дохода фермеров[4]
- Обучение фермеров навыкам, которые повышают качество и ценность продуктов и ингредиентов[4]

Выручка 20 фермеров, с которыми сотрудничает компания, удвоилась. Увеличилась занятость за счет создания рабочих мест на шоколадной фабрике и в индустрии упаковки
для шоколадных плиток.

## Признание
Компания добилась признания благодаря своей инновационной бизнес-модели, влиянию на экономику Мадагаскара, а также за высокое качество шоколада. Madécasse была названа лидером глобальных изменений в Организации Объединённых Наций и Фонда социальных изменений в 2012 году и одной из 50 самых инновационных компаний в мире по версии журнала Fast Company.
Продукция компании получила золотую медаль на Шоколадном салоне-2011 в Сан-Франциско, премии за лучший шоколад на нью-йоркской выставке Chocolate Show 2009 и
парижской выставке Salon du Chocolat-2011, а также другие награды.